# Séisme de 1944 à Tōnankai
Le Séisme de 1944 à Tōnankai (japonais : 東南海地震) est un tremblement de terre majeur qui s'est produit au Japon le 7 décembre 1944. Le tremblement de terre a provoqué un grand tsunami. 